# 6149 Pelčák
6149 Pelčák eller 1979 SS är en asteroid i huvudbältet som upptäcktes den 25 september 1979 av den tjeckiske astronomen Antonín Mrkos vid Kleť-observatoriet i Tjeckien. Den är uppkallad efter den tjecken Oldřich Pelčák.
Asteroiden har en diameter på ungefär 4 kilometer.